# Bundesstraße 55
Die Bundesstraße 55 (Abkürzung: B 55) führt von Jülich über Köln, Bergneustadt, Olpe, Lennestadt, Meschede und Lippstadt nach Rheda-Wiedenbrück.

## Geschichte

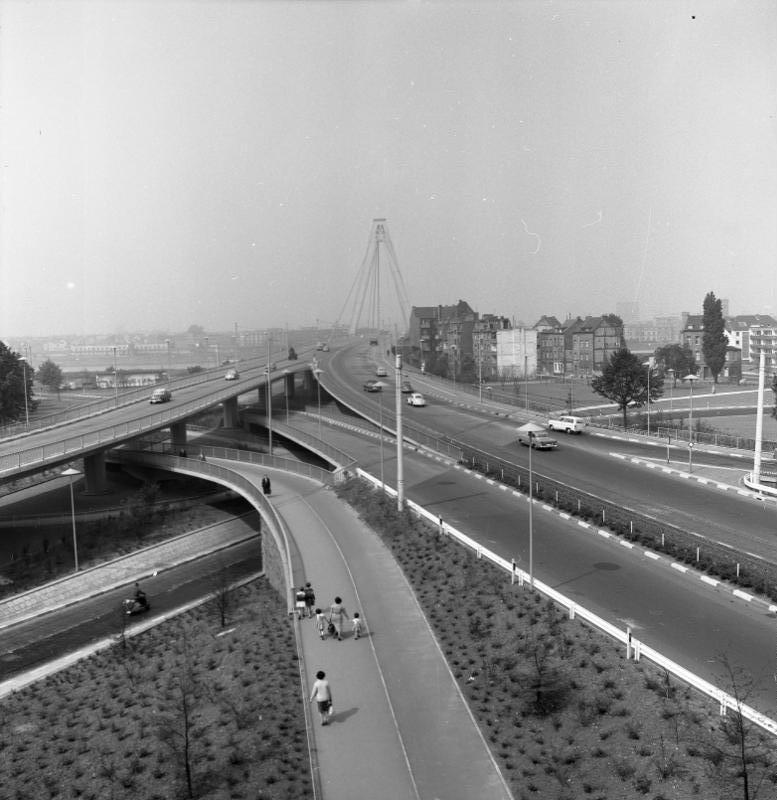
Severinsbrücke im Jahr 1960

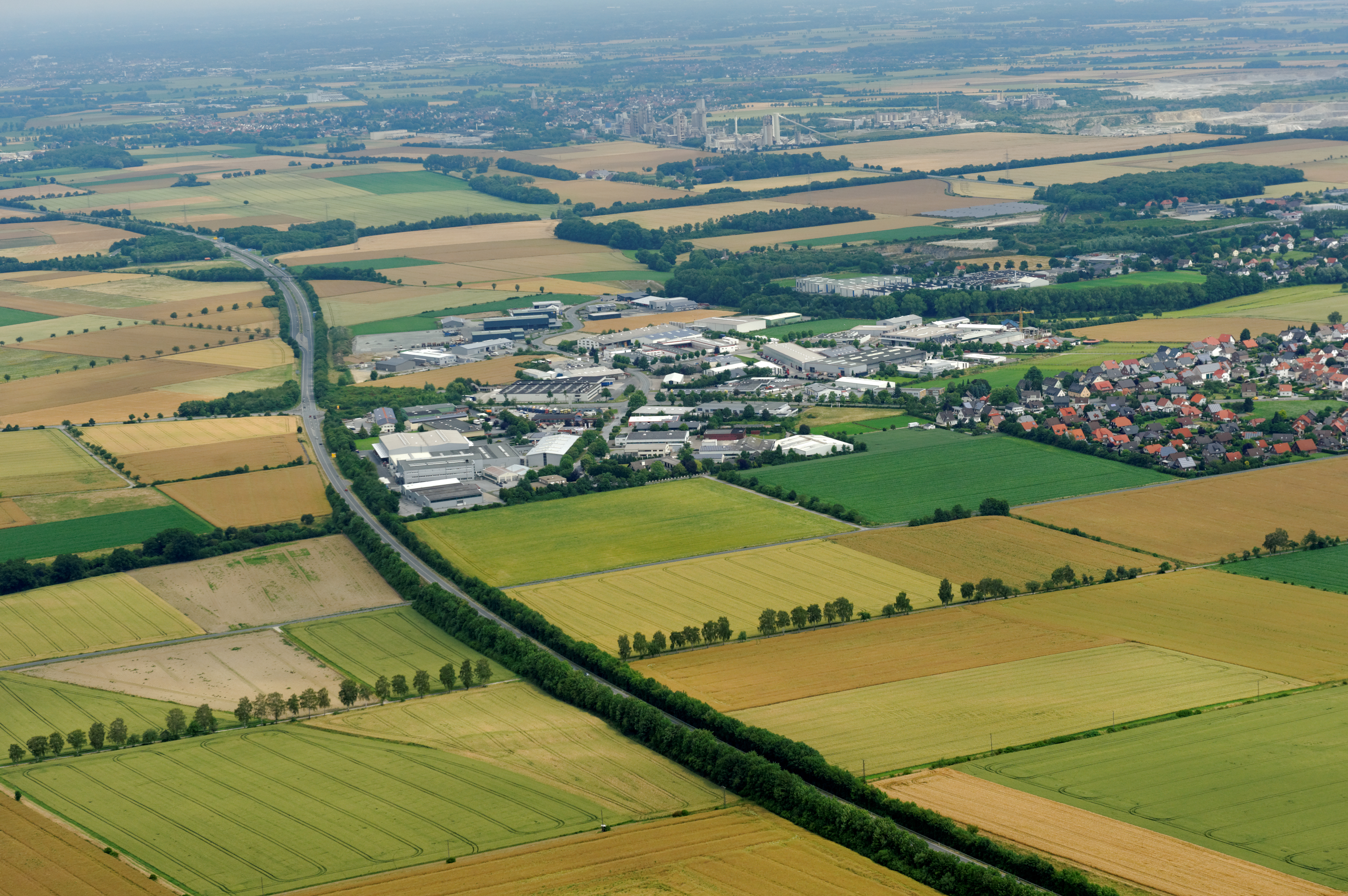
B 55 mit A 44 und Anschlussstelle Erwitte/Anröchte (oben links)

Die 1934 eingeführte Reichsstraße 55 verknüpfte drei Teilstrecken, die in den 1820er Jahren gebaut wurden.
- Die Minden-Koblenzer Chaussee wurde zwischen 1816 und 1828 in mehreren Etappen gebaut und sollte die preußischen Garnisonsstädte Koblenz und Minden auf kürzestem Weg miteinander verbinden. Der nördliche Teil der Koblenz-Mindener Landstraße wurde später als Reichsstraße 61 nummeriert, während der südliche Streckenabschnitt von Olpe über Freudenberg nach Kirchen nicht zur Reichsstraße erhoben wurde.
- Die 1823–1834 gebaute Köln-Olper Chaussee führte von Köln aus am Fluss Agger entlang ins Oberbergische Land. Nach ihrer Fertigstellung verkehrte seit 1835 eine Postkutsche zwischen Köln und Olpe.
- Die Köln-Jülicher Straße war bis zum Ausbau der Köln-Dürener Straße die Hauptverbindungsstraße zwischen Köln und Aachen. Ein großer Teil dieser Strecke, zum Beispiel die Aachener Straße in Köln, hat indes ihre Wurzeln in der Via Belgica, einer römischen Fernstraße von Köln über Jülich, Maastricht nach Boulogne-sur-Mer.

2015 wurde in Deutz am Deutzer Ring die Neubaubrücke der B 55 über die Landesstraße 124 begonnen. Der Neubau wurde am 21. Dezember 2016 freigegeben.

### Ersetzungen
- Die Teilstrecke zwischen Jülich, Elsdorf und Bergheim fiel dem Braunkohletagebau Hambach zum Opfer und wurde in den 1980er Jahren durch eine neue Streckenführung ersetzt. Die B 55 beginnt aufgrund dessen nun nicht mehr in Jülich (Kreuzung Römerstraße / Große Rurstraße / Neusser Straße), sondern an der Anschlussstelle Jülich-Ost (8) der A 44. Die noch vorhandenen Abschnitte werden heute als L 136 (Jülich – Stetternich), K 42 (Elsdorf – Bergheim) und L 361 (Bergheim – Köln) geführt. Auch der Abschnitt zwischen Overath und Derschlag wurde zur L 136 herabgestuft. Der frühere Verlauf kann innerhalb der Ortschaften teils anhand der Straßennamen (Kölner Landstraße, Aachener Straße, Kölner Straße, Köln-Aachener Straße) erkannt werden.
- Die Teilstrecke zwischen Refrath und Derschlag wurde durch die A 4 ersetzt.
- Die ursprüngliche Streckenführung durch Köln über die Deutzer Brücke wurde nach dem Neubau der Severinsbrücke durch diese ersetzt.
- Für den Durchgangsverkehr gibt es in Köln noch eine alternative Streckenführung unter der Bezeichnung Bundesstraße 55a über die Innere Kanalstraße und Zoobrücke zum Bundesautobahn-Kreuz Köln-Ost.
- Die Teilstrecke zwischen Köln und Elsdorf wurde durch die A 1, A 4 und A 61 ersetzt.[3]

## Brutkolonie vom Mauersegler Brücke Ronnewinkel
2003 wurde an der Brücke Ronnewinkel am Biggesee, auf der B 55 und Bundesstraße 54 nebeneinander verlaufen, eine Brutkolonie vom Mauersegler entdeckt. Von 2003 bis 2013 wurden zwischen 29 und 44 Brutpaare in den Hohlkammer unter der Fahrbahn dokumentiert. Der Brutbestand stieg auf 63 Brutpaare 2023. Die Brutkolonie wird seit 2007 intensiv von Universität Siegen untersucht.